# 61
61（六十一、ろくじゅういち、むそひと、むそじあまりひとつ）は自然数、また整数において、60の次で62の前の数である。

## 性質
- 61 は18番目の素数である。1つ前は59、次は67 である。
  - 約数の和は62 。
- (59, 61) の組は7番目の双子素数である。1つ前は(41, 43)、次は(71, 73) である。
- p = 61 のときの 2p − 1 で表される 261 − 1 = 2305843009213693951 は9番目のメルセンヌ素数である。1つ前は31、次は89。
  - メルセンヌはこの数が合成数だと予想していたが、1883年にイヴァン・パヴシン（英語版）によって素数であると示された。
- 陳素数でない2番目の素数である。1つ前は43、次は73。
- 5番目のオイラー素数である。1つ前は53、次は71。
- 1 と 6 を使った最小の素数である。次は661。ただし単独使用を可とするなら1つ前は11。(オンライン整数列大辞典の数列 A020454)
  - 61…1 の形の最小の素数である。次は611111。(オンライン整数列大辞典の数列 A093631)
  - 6…61 の形の最小の素数である。次は661。(オンライン整数列大辞典の数列 A092571)
- 13188208812 = 1739288516161616161
- 各位の和(数字和)が7になる7番目の数である。1つ前は52、次は70。
  - 各位の和が7になる数で素数になる3番目の数である。1つ前は43、次は151。(オンライン整数列大辞典の数列 A062337)
  - 各位の和(数字和)が n になる n 番目の数である。1つ前は51、次は71。
- 各位の積が6になる5番目の数である。1つ前は32、次は116。(オンライン整数列大辞典の数列 A199988)
  - 各位の積が6になる数で2番目の素数である。1つ前は23、次は1123。(オンライン整数列大辞典の数列 A107692)
- 1/61 = 0.016393442622950819672131147540983606557377049180327868852459… (下線部は循環節で長さは60)
  - 循環節が n − 1（全ての余りを巡回する）である8番目の素数である。1つ前は59、次は97。
    - 前の素数59もこの仲間であり、双子素数のうち2番目の組み合わせとなる。1つ前は(17, 19)、次は(179, 181)。
      - 1000以下でこのような双子素数は他に (17, 19), (179, 181), (821, 823) である。(オンライン整数列大辞典の数列 A243096)

  - 逆数が循環小数になる数で循環節が60になる最小の数である。次は122。
  - 循環節が n になる最小の数である。1つ前の59は2559647034361、次の61は733。(オンライン整数列大辞典の数列 A003060)
- 61 = 52 + 62
  - 異なる2つの平方数の和で表せる18番目の数である。1つ前は58、次は65。(オンライン整数列大辞典の数列 A004431)
  - n = 5 のときの n2 + (n + 1)2 の値とみたとき1つ前は41、次は85。(オンライン整数列大辞典の数列 A001844)
    - n2 + (n + 1)2 で表せる4番目の素数である。1つ前は41、次は113。(オンライン整数列大辞典の数列 A027862)

  - 6番目の中心つき四角数である。
  - n = 2 のときの 5n + 6n の値とみたとき1つ前は11、次は341。(オンライン整数列大辞典の数列 A074615)
- 61 = 32 + 42 + 62
  - 3つの平方数の和1通りで表せる29番目の数である。1つ前は56、次は65。(オンライン整数列大辞典の数列 A025321)
  - 異なる3つの平方数の和1通りで表せる18番目の数である。1つ前は59、次は65。(オンライン整数列大辞典の数列 A025339)
  - n = 2 のときの 3n + 4n + 6n の値とみたとき1つ前は13、次は307。(オンライン整数列大辞典の数列 A074548)
  - 61 = (5+1/2)2 + (7+1/2)2 + (11+1/2)2
- 61 = 53 − 43
  - n = 5 のときの n3 − (n − 1)3 の値とみたとき1つ前は37、次は91。(オンライン整数列大辞典の数列 A003215)
  - 連続する立方数の差で表せる4番目の素数である。1つ前は37、次は127。
  - 61 = 52 + 5 × 4 + 42
    - 1辺5の立方体を1辺1の立方体125個を使って作ったとき、同時に見ることができる1辺1の立方体は最大61個である。
- 61 = 34 − 33 + 32 − 31 + 30
  - n = 3 のときの n4 − n3 + n2 − n1 + 1 の値とみたとき1つ前は11、次は205。(オンライン整数列大辞典の数列 A060884)
    - n4 − n3 + n2 − n1 + 1 の形の2番目の素数である。1つ前は11、次は521。(オンライン整数列大辞典の数列 A259257)

  - 61 = 1 − 3 + 32 − 33 + 34
    - 初項 1、公比 −3 の等比数列の和とみたとき1つ前は−20、次は−182。(オンライン整数列大辞典の数列 A014983)
    - 61 = 35 + 1/3 + 1
- 61 = 72 + 52 − 32 − 22
  - n = 2 のときの 7n + 5n − 3n − 2n の値とみたとき1つ前は7、次は433。(オンライン整数列大辞典の数列 A135165)
- 61 = 43 − 3
  - n = 3 のときの 4n − n の値とみたとき1つ前は14、次は252。(オンライン整数列大辞典の数列 A024037)
    - 4n − n の形の2番目の素数である。1つ前は3、次は1019。(オンライン整数列大辞典の数列 A224451)
- 61 = 43 − 4 + 1
  - n = 4 のときの n3 − n + 1 の値とみたとき1つ前は25、次は121。(オンライン整数列大辞典の数列 A061600)
    - n3 − n + 1 の形の2番目の素数である。1つ前は7、次は211。(オンライン整数列大辞典の数列 A100698)

## その他 61 に関すること
- 原子番号 61 の元素はプロメチウム (Pm)。この、陽子の数が61個であるプロメチウムは、地球上では安定して存在できない（なお、43個（テクネチウム）と83個（ビスマス）以上も、地球上では安定して存在できない）。
- 中性子の数が61個の原子核も、地球上では安定して存在できない（なお、19個、21個、35個、39個、45個、71個、89個、115個、123個、127個以上も、地球上では安定して存在できない）。
- 年始から数えて61日目は3月2日、閏年の場合は3月1日。
- 第61代天皇は朱雀天皇である。
- 日本の第61代内閣総理大臣は佐藤榮作である。
- 大相撲の第61代横綱は北勝海信芳である。
- 第61代ローマ教皇はヨハネス3世（在位：561年～574年7月13日）である。
- 第61代イギリスの首相はウィンストン・チャーチルである。
- 易占の六十四卦で第61番目の卦は、風沢中孚。
- クルアーンにおける第61番目のスーラは戦列である。
- 61式戦車は、日本の陸上自衛隊が運用していた戦後第1世代戦車に分類される戦後初の国産戦車である。
- 国鉄C61形蒸気機関車は、1947年（昭和22年）から1949年（昭和24年）にかけて製造された日本国有鉄道の急行旅客列車用テンダー式蒸気機関車である。
- はくちょう座61番星 (61 Cygni) は、はくちょう座にある連星系の恒星である。
- 『第61魔法分隊』は、伊都工平原作による日本のライトノベル。
- ロジャー・マリスは、1961年にメジャーリーグベースボール新記録となる61本塁打を放った。
  - また、これを題材した2001年のアメリカの映画・『61*（英語版）』がある。
- 日本の国土の大きさは世界において61番目の広さである。(国の面積順リスト)